# Перокрил бръмбар
Перокрилите бръмбари (Nanosella fungi) са вид насекоми от семейство Перокрили насекоми (Ptiliidae).
Разпространени са в източните части на Съединените американски щати.